# 派恩公園 (喬治亞州)
派恩公園（英語：Pine Park）是位於美國喬治亞州格雷迪縣的一個非建制地區。該地的面積和人口皆未知。

## 地理
派恩公園的座標為30°51′05″N 84°06′07″W / 30.85139°N 84.10194°W，而該地的平均海拔高度為66米（即217英尺）。